# バンスカー・ビストリツァ

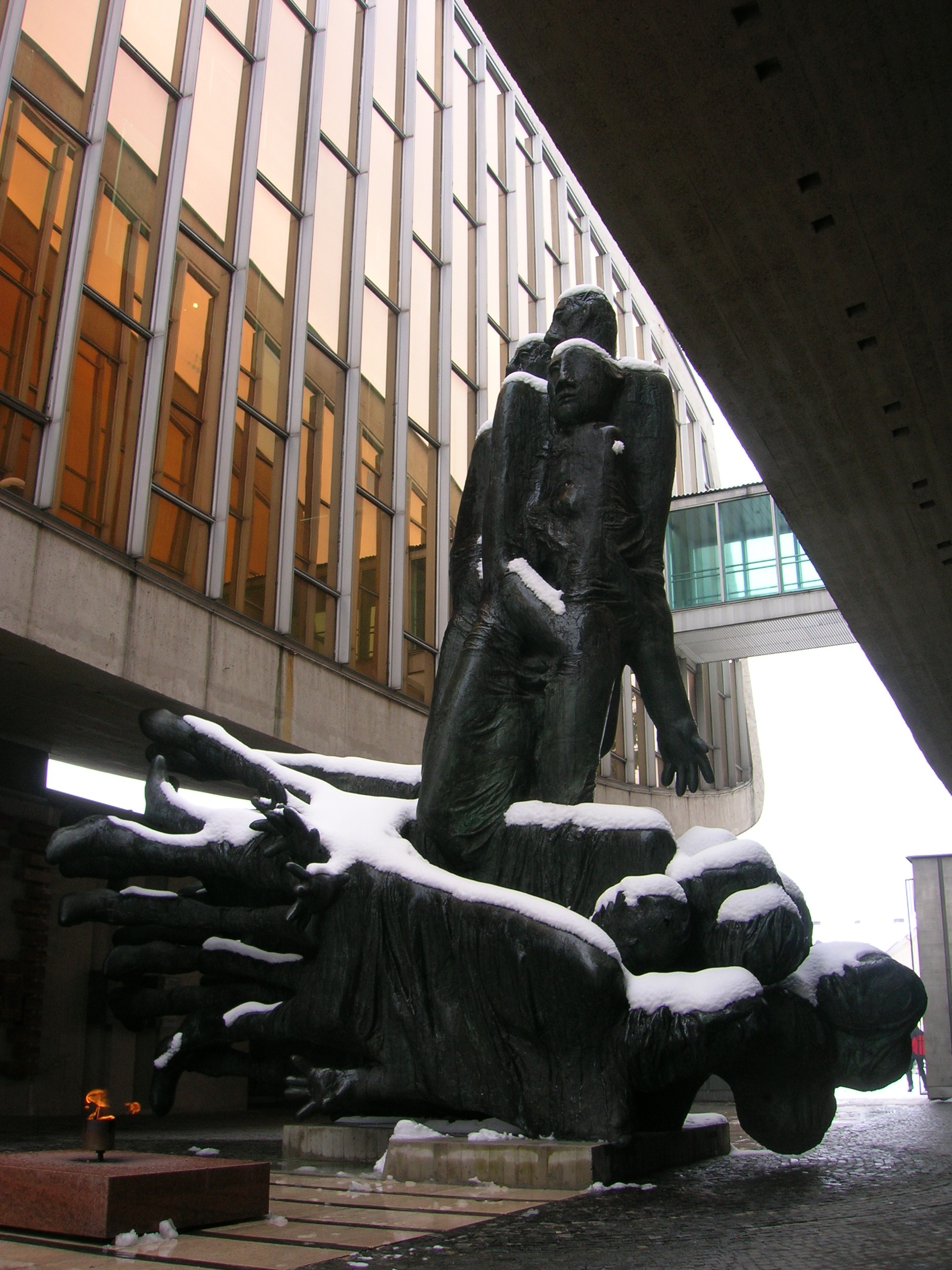
SNP博物館内のスロバキア民衆蜂起記念碑

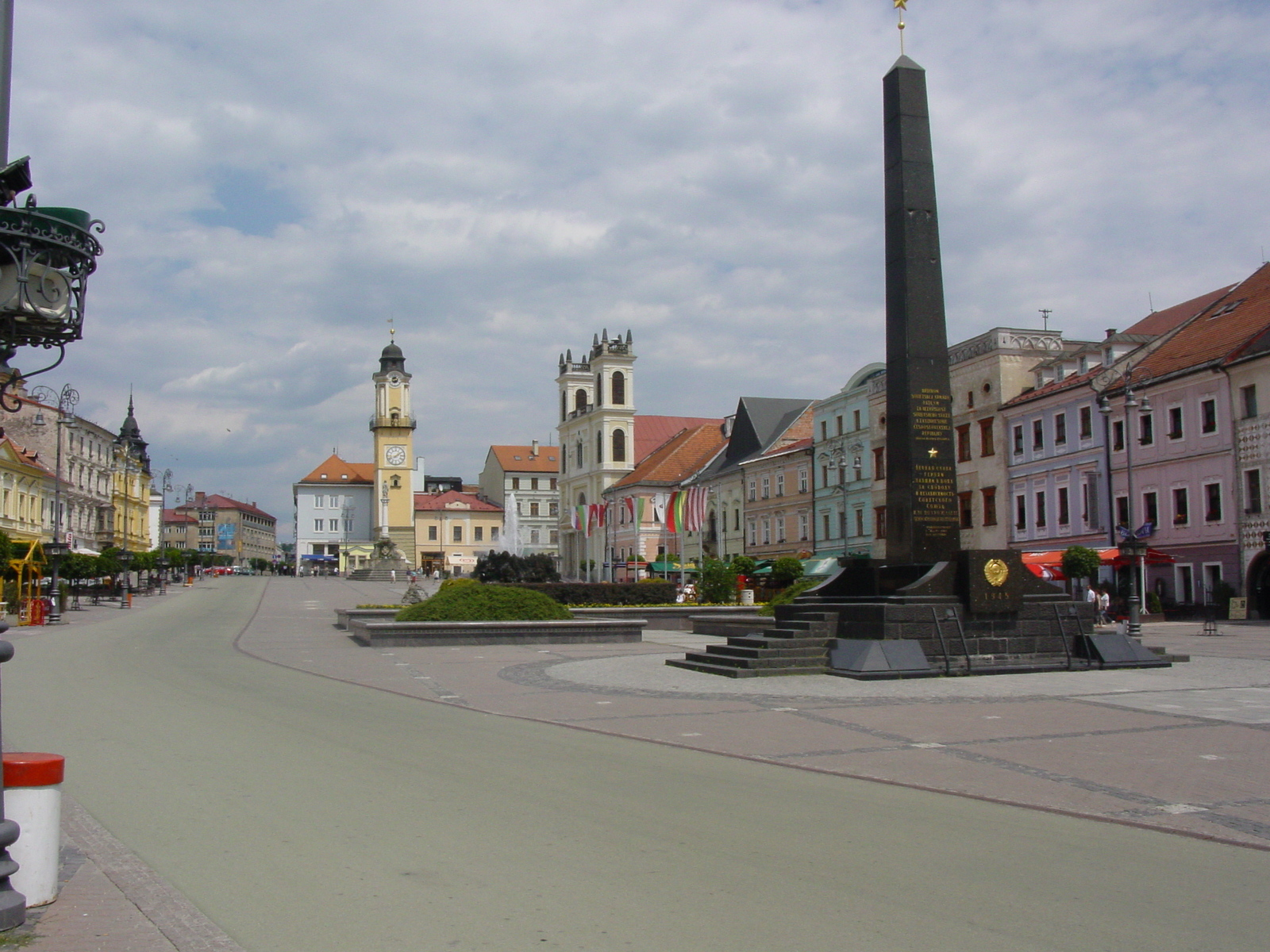
中央広場の風景

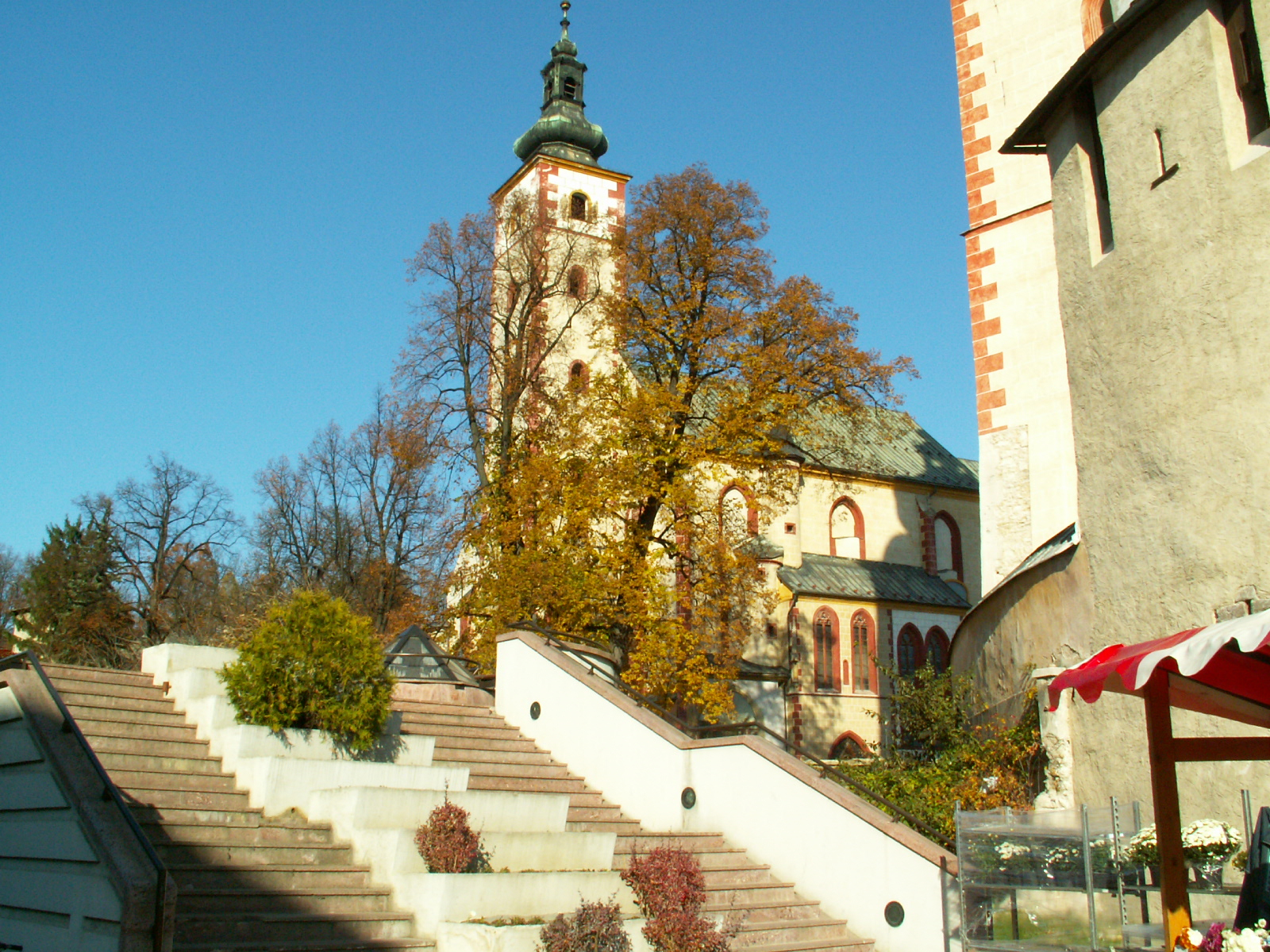
聖母マリア教会

バンスカー・ビストリツァ（Banská Bystrica [ˈbanskaː ˈbistritsa]  発音）はスロバキアの都市。バンスカー・ビストリツァ県の県都で、第二次世界大戦末期に発生した反ナチスの大規模な抵抗運動「スロバキア民衆蜂起」の中心となった。ドイツ語ではノイゾール（Neusohl）、ハンガリー語（マジャル語）ではベステルツェバーニャ（Besztercebánya）と称される。人口は約8万1千人（2005年）。

## 地勢・産業
スロバキア中部における中心的都市である。かつての主要産業であった鉱業は衰えたが、現在も大学街として多くの学生を集めるほか、観光地として首都ブラチスラヴァなどから多くの観光客が訪れる。ズヴォレン盆地北部に位置しており、フロン川（ドナウ川の支流）が近くを流れている。約15キロ南にはズヴォレン、90キロ南西にはニトラなどの都市がある。

## 歴史
古代においては、この地にヴィラ・ノヴァ（Villa Nova）と称される集落が存在していた。ただ、現在のバンスカー・ビストリツァに通じるのは、中世に形成されたスラヴ人集落である。中世より鉱山の街として繁栄し、この街で採掘された銅、銀はヨーロッパ各地で流通していた。13世紀半ばまでには、ハンガリー王ベーラ4世によって様々な都市特権が与えられ、神聖ローマ帝国などからドイツ系技術者の誘致が図られていた。さらに、フッガー家やトゥルゾー家といった当時の富豪からの投資も受け、ヨーロッパ有数の鉱山都市として成長していった。
近世におけるバンスカー・ビストリツァは、スロバキアにおけるプロテスタントの拠点の一つであったため、オーストリアを統治するハプスブルク家との対立を招いた。さらに、東方からはオスマン帝国が迫り来たため、この両勢力に対して防御を固める必要があった。
近代になると鉱業は地下資源の枯渇によって衰退するが、スロバキア民族運動の中心地として重要な役割を果たした。ナチス・ドイツによる保護国時代の1944年、亡命政府や共産党勢力がスロバキア軍蜂起部隊と呼応して起こした大規模な抵抗運動のスロバキア民衆蜂起（SNP）では、バンスカー・ビストリツァに蜂起軍司令部が置かれ、ドイツ軍に抵抗した。
戦後バンスカー・ビストリツァには蜂起を記念したスロバキア民衆蜂起博物館（SNP博物館）が設けられ、現在もその歴史を学ぶことができる。2008年には博物館敷地内にホテルを建設する市当局の構想が明らかになり、是非を巡って論議を呼んでいる。
第二次世界大戦後はチェコスロバキア社会主義共和国（のち社会主義連邦共和国）としてソ連の影響下におかれた。ビロード革命後の1993年にチェコとスロバキアが分離し、現在はスロバキア領である。

## 統計
2001年調査によると、人口は83,056人である。94.74%はスロバキア人、1.39%はチェコ人、0.54%はハンガリー人である。信仰は46.57%はカトリック教会、30.17%は無信仰、13.94%がルーテル教会に属する。

## 観光
- アッシジ大聖堂の聖フランチェスコ
- 聖母マリア教会
- スロバキア民衆蜂起博物館（SNP博物館）

## スポーツ
ウィンター・スポーツが盛んであり、冬はスキー目的の観光客が訪れる。サッカーも盛んで、FKデュクラ・バンスカー・ビストリツァはバンスカー・ビストリツァを本拠地とするサッカークラブ。

## 交通
スロバキア各地と鉄道で結ばれている。首都のブラチスラヴァ、東部スロバキアの中心都市コシツェにはいずれも4時間弱で到達できる。

## 姉妹都市
- - ダラム、イングランド
- - フラデツ・クラーロヴェー、チェコ
- - シャルゴータルヤーン、ハンガリー
- - トゥーラ、ロシア
- - ヘルツリーヤ、イスラエル
- - ラリサ、ギリシャ
- - モンタナ、ブルガリア
- - タルノブジェク、ポーランド
- - ザダル、クロアチア
- - アスコリ・ピチェーノ、イタリア
- - ハルバーシュタット、ドイツ
- - ダバシュ（英語版）、ハンガリー
- - ブドヴァ、モンテネグロ
- - ラドム、ポーランド
- - コバチツァ（英語版）、セルビア
- - ブルシャツ、セルビア

## 出身者
- ヤクブ・シルヴェストル：サッカー選手
- ヤーン・ツィケル：作曲家
- ペテル・トムカ：外交官
- アダム・ネメツ：サッカー選手
- マレク・ハムシーク：サッカー選手
- アンドレイ・レンドラ：サッカー選手